# Глубокий вдох
«Глубокий вдох» (англ. Deep Breath) — первая серия восьмого сезона британского научно-фантастического телесериала «Доктор Кто». Премьера эпизода состоялась 23 августа 2014 года на канале BBC One, а также в кинотеатрах. Сценарий был написан шоураннером и исполнительным продюсером Стивеном Моффатом, тогда как режиссёром стал Бен Уитли.
Это первая полноценная серия для Питера Капальди в роли Двенадцатого Доктора. Роль его спутницы Клары Освальд исполнила Дженна Коулман. Также в эпизоде приняли участие Нив Макинтош, Кэтрин Стюарт и Дэн Старки, вернувшиеся к своим ролям мадам Вастры, Дженни Флинт и Стракса соответственно. Предшественник Капальди, Мэтт Смит, также появился в роли Одиннадцатого Доктора в самом конце эпизода.

## Синопсис
Оказавшись в викторианском Лондоне, Доктор сталкивается с неистовствующим динозавром, разгуливающим вдоль Темзы, а также обнаруживает, что произошёл ряд спонтанных самовозгораний со смертельным исходом. Кто такой новый Доктор и продержится ли его дружба с Кларой, в то время как они пускаются в крайне опасное предприятие в самое сердце инопланетного заговора? Доктор изменился. Пришло время узнать его.

## Сюжет
Англия. Посреди викторианского Лондона появляется динозавр, из пасти которого вылетает ТАРДИС и приземляется на берегу Темзы. Из ТАРДИС выходят только что регенерировавший Доктор и Клара, которых встречают мадам Вастра, Дженни и Стракс. Доктору требуется покой, но он не в силах удержаться от расследования, когда динозавр загадочным образом сгорает. Его интерес усиливается, как только выясняется, что здесь уже происходили подобные загадочные происшествия, вызванные спонтанными самовозгораниями.

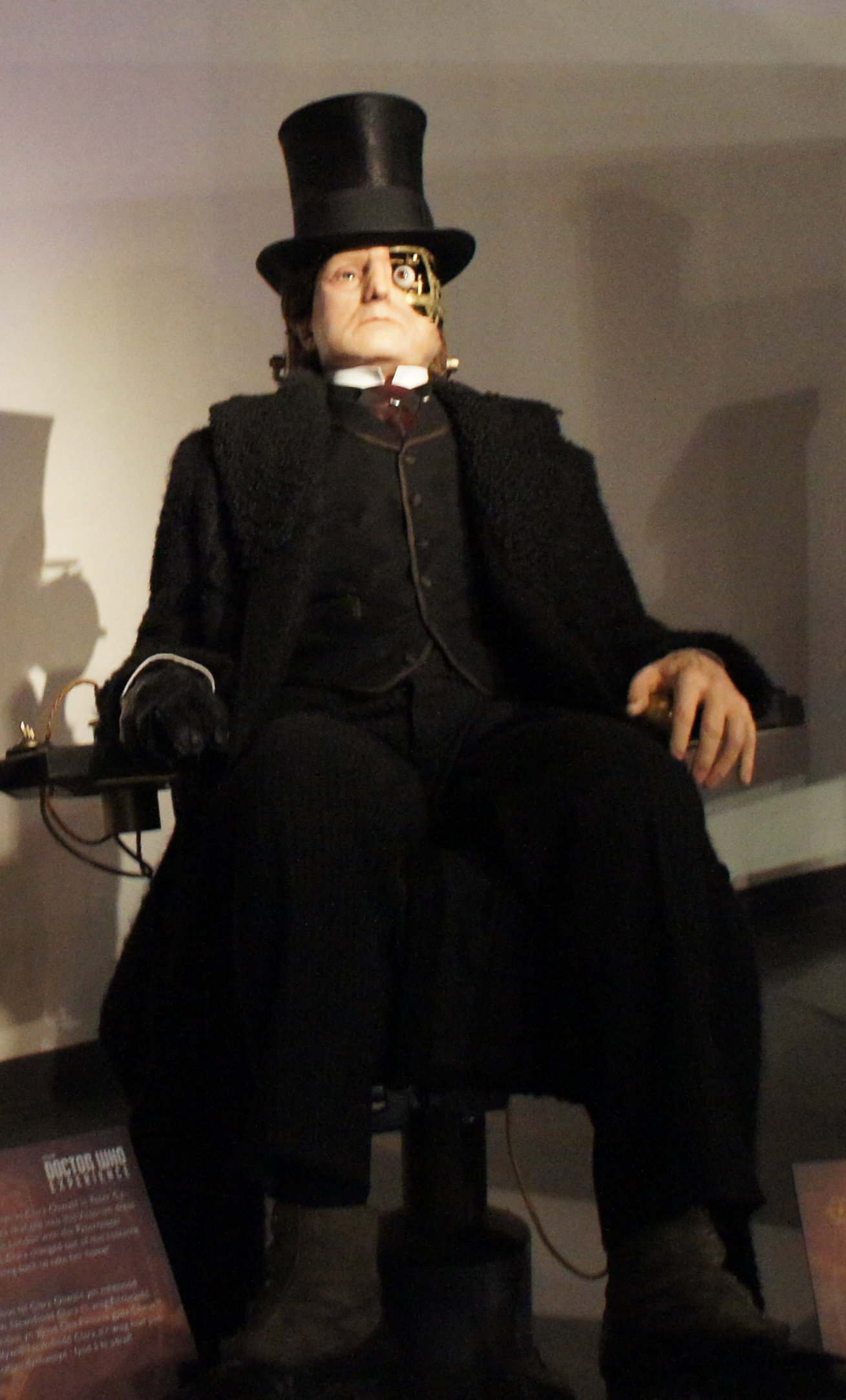
Полуликий человек на выставке Doctor Who Experience

Доктор и Клара находят сообщение в газете, которое приводит их в некий ресторан. Помещение оказывается полно человекоподобных роботов, и друзья попадают в ловушку. Выясняется, что ресторан — на самом деле сломанный космический корабль, оказавшийся здесь много лет назад. Корабль управляется заводными андроидами, которым удаётся поднять махину в воздух. Главный из них, Полуликий человек, рассказывает Доктору, что их цель — достигнуть загадочной Земли обетованной. Доктор же отвечает, что это просто миф, словосочетание, выбранное ими из лексикона людей. Робот утверждает, что Земля обетованная существует и они достигнут её. Чтобы запустить корабль в воздух, им были нужны люди, которых они похищали и убивали с целью замаскироваться под жителей этой планеты. Доктор заявляет, что андроид заменял свои запчасти так часто, что от него настоящего не осталось и следа, и на самом деле он не хочет жить дальше. Повелитель Времени предупреждает Полуликого, что будет вынужден убить его, если тот не сделает этого сам, чтобы защитить людей. После этого главный андроид погибает, разбившись о шпиль Биг-Бена, а все остальные роботы переходят в неактивный режим.
Клара вместе с Вастрой, Дженни и Страксом возвращаются на Патерностер-роу. Затем появляется и Доктор в своём новом костюме. Интерьер консольной комнаты ТАРДИС также претерпел небольшие изменения. Доктор спрашивает Клару, хочет ли она и дальше продолжать с ним путешествовать. Клара пребывает в растерянности по этому поводу до тех пор, пока не получает телефонный звонок от Одиннадцатого Доктора, который тот сделал до своей регенерации, поощряющий её остаться.
В конце серии Полуликий человек просыпается в райском саду, где его приветствует некая Мисси, которая обладает знаниями о Докторе. Она говорит андроиду, что он наконец достиг Земли обетованной.

## Производство

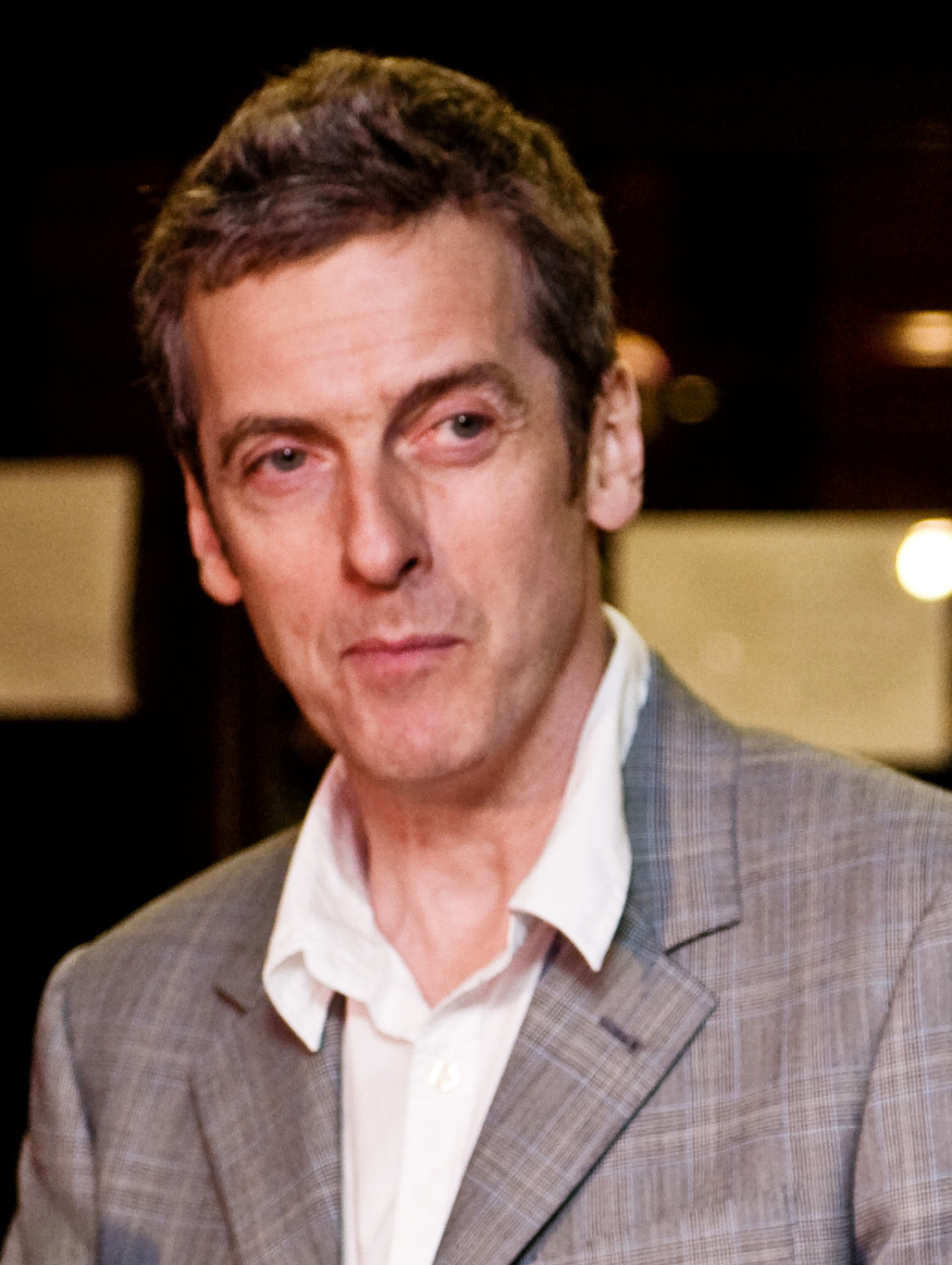
Эпизод стал первым полноценным появлением Питера Капальди в роли Двенадцатого Доктора

Сцены с Мэттом Смитом в роли Одиннадцатого Доктора были отсняты 5 октября 2013 года, в последний день съёмок «Времени Доктора». Также они были написаны прежде остальной части «Глубокого вдоха».
Вместе с эпизодом «Внутрь далека» серия вошла в первый съёмочный блок. Читка сценария состоялась 17 декабря 2013 года. Съёмки стартовали в Кардиффе 6 января 2014 года, тогда как работа с основным актёрским составом началась на следующий день. 13 января в съёмках была задействована площадь Mount Stuart в том же городе. Сцены, для съёмки которых требовалась улица Queen Street, снимались 28 января. Сцена с Мисси была срежиссирована Рэйчел Талалэй, поскольку Уитли на тот момент был недоступен. Процесс завершился 18 февраля 2014 года.

## Рекламная кампания
10 июля 2014 года появилась первая промо-фотография с Питером Капальди и Дженной Коулман, одетыми в наряды викторианской эпохи. 13 июля BBC выпустили полноценный 60-секундный трейлер с кадрами из сезона, в том числе из данной серии. В ролике были замечены далеки, киберлюди, динозавр и новые враги.
Стивен Моффат сообщил, что этот эпизод станет «выдающимся представлением» Питера Капальди в роли Двенадцатого Доктора. Сценарист поведал, что в нём содержится «много действия, безрассудных поступков и риска, как это всегда бывает в „Докторе Кто“».
11 августа 2014 года 30-секундный трейлер «Глубокого вдоха» появился в твиттере.

## Показ

### Утечка сценария
6 июля 2014 года сценарии первых пяти эпизодов сезона (включая «Глубокий вдох») попали в интернет из штаб-квартиры латиноамерканского подразделения BBC Worldwide в Майами, куда были отправлены для перевода. BBC Worldwide выпустили заявление с просьбой сохранить сюжетную линию этих пяти эпизодов в секрете. Также 12 июля утёк чёрно-белый сырой монтаж эпизода «Глубокий вдох», который, не считая отсутствия большинства визуальных эффектов, в целом был более-менее завершён. BBC объяснила утечку тем обстоятельством, что файлы располагались на публично доступном сервере в её новой штаб-квартире, расположенной в Майами. Стивен Моффат, выступая на London Film and Comic Con, назвал утечку «возмутительной, печалящей и расстраивающей». Некоторые любители телесериала настоятельно попросили других участников фэндома не распространять утёкшую информацию.

### Кинотеатры
Мировая премьера серии состоялась в Кардиффе 7 августа 2014 года в рамках мирового тура. Также в рамках тура прошли дополнительные предпоказы эпизода и встречи с исполнителями главных ролей в других городах: 7 августа в Лондоне, 9 августа в Сеуле, 12 августа в Сиднее, 14 августа в Нью-Йорке, 17 августа в Мехико и 19 августа в Рио-де-Жанейро. Помимо показа на телевидении, 23 августа премьера состоялась и в кинотеатрах мира, в том числе в России. Кинопоказ эпизода был дополнен пятиминутным приквелом к серии и десятиминутным закадровым видео после неё.

### Рейтинги
Премьера серии «Глубокий вдох» на телевидении состоялась 23 августа 2014 года на канале BBC One. В начале трансляции в таймслоте 19 часов 50 минут по Гринвичу эпизод привлёк аудиторию в среднем из 6,79 миллионов зрителей Великобритании. Максимальным показателем зрителей за день было 6,96 миллионов, что составило почти треть всех смотрящих, 32,5 %. После подсчёта окончательных рейтингов за неделю стало известно, что эпизод посмотрели 9,17 миллионов зрителей с долей 37,9 %, в результате чего «Глубокий вдох» занял второе место среди самых просматриваемых программ недели на британском телевидении. В рамках L+7 рейтинги увеличились до 10,76 миллионов зрителей. На сервисе BBC iPlayer эпизод имеет 2,06 миллиона запросов за 8 дней. Серия получила высокий индекс оценки 82.
В США на канале BBC America рейтинг эпизода составил 2,2 миллиона зрителей, став самым высоким показателем телеканала за тот день и значительно увеличившись по сравнению с премьерой седьмого сезона в 2012 году, составившей 1,5 миллиона просмотров. Финальный рейтинг возрос до 2,6 миллионов зрителей. В Австралии на телеканале ABC серию посмотрели 1,2 миллиона зрителей. На канадском канале Space рейтинг составил почти 1,4 миллиона просмотров, что является вторым лучшим показателем за всю историю телеканала.

### Отзывы критиков
| Рейтинги            | Рейтинги |
| Издание             | Оценка   |
| ------------------- | -------- |
| Radio Times         | [ 44 ]   |
| New York Magazine   | [ 45 ]   |
| SFX Magazine        | [ 46 ]   |
| The Daily Telegraph | [ 47 ]   |
| TV Fanatic          | [ 48 ]   |
| CultBox             | [ 49 ]   |
| InterMedia          | [ 50 ]   |
| IGN                 | 8,2      |
| Paste Magazine      | 7,8      |
| The A.V. Club       | B+       |

«Глубокий вдох» получил положительные отзывы от критиков, многие из которых высоко оценили актёрскую игру Питера Капальди и Дженны Коулман, сценарий Стивена Моффата, а также подачу и оформление стиля нового Доктора. Появление же Мэтта Смита было встречено неоднозначно.
Дэн Мартин из The Guardian отозвался одобрительно, назвав игру Капальди «запугивающей, смелой и тревожащей» и отметив режиссуру Бена Уитли в напряжённые моменты эпизода — «по-настоящему страшную и диковинную». Издание The Mirror раскритиковало камео Мэтта Смита в роли Одиннадцатого Доктора. Несмотря на это, в конечном итоге оно признало эпизод «безукоризненным» и заявило, что Капальди «имеет все признаки великого Доктора». Майкл Хоган из газеты The Daily Telegraph наградил эпизод четырьмя звёздами из пяти, также похвалив игру Капальди, которая «сверкала неистовым умом и нервной энергией», и остроумный сценарий. Помимо этого журналист отметил, что Коулман тоже выдала «яркую, пылкую игру», и посчитал тон серии изменившимся, «более спокойным и вдумчивым», направленным скорее на «самопознание и искупление, чем на пустую беготню».
Журнал Variety воздал должное сценарию Моффата, заявив, что «Глубокий вдох» — это «умелый тональный баланс, который характеризует лучшее в „Докторе Кто“ и служит примером того, как облик сериала уверенно движется вперёд и смело смотрит в будущее, не забывая о прошлом». В газете Los Angeles Times подчеркнули, что название Стивен Моффат выбрал не случайно, ведь нынешний Доктор — это «действительно нечто новое». В статье «Известий» также усмотрели, что заголовок эпизода вполне вписывается и в сам сюжет, и отметили, как иронично вписался тот факт, что нынешний исполнитель роли Доктора — шотландец, накануне национального референдума по отделению Шотландии от Великобритании.
Как бы то ни было, не все рецензии оказались позитивными. Так, Forbes резко раскритиковал историю как «удивительно мрачную, негероическую и наводящую скуку», называя персонажей Капальди и Коулман «пресными».

## Релиз на видео
«Глубокий вдох» был выпущен отдельным изданием на DVD и Blu-ray 15 сентября 2014 года в Великобритании, 9 сентября в США и 10 сентября в Австралии. Помимо этого эпизод также вошёл в бокс-сет полного восьмого сезона, чей выход на носителях состоялся 24 ноября 2014 года в Британии, 19 ноября в Австралии и 9 декабря в Америке.